# HMS General Wolfe
HMS General Wolfe – brytyjski monitor z okresu I wojny światowej, jedna z ośmiu jednostek typu Lord Clive. Okręt miał wyporność 5683 ton i osiągał prędkość 7 węzłów, a jego główne uzbrojenie stanowiły początkowo dwa działa o kalibrze 305 mm, uzupełniane przez artylerię mniejszego kalibru. Zwodowany 9 września 1915 roku w stoczni Palmers Shipbuilding and Iron Company w Hebburn, został wcielony do służby w Royal Navy 9 listopada 1915 roku. Monitor otrzymał nazwę na cześć XVIII-wiecznego brytyjskiego generała Jamesa Wolfe.
Wchodzący w skład Sił Dover (ang. Dover Patrol) okręt wziął czynny udział w działaniach wojennych na Morzu Północnym. W 1918 roku jego uzbrojenie zostało powiększone o działo kalibru 457 mm, pochodzące z wielkiego krążownika HMS „Furious”. HMS „General Wolfe” został wycofany ze służby 18 listopada 1918 roku, a w 1923 roku został sprzedany i następnie złomowany.

## Projekt i budowa
Duża szybkość budowy czterech monitorów typu Abercrombie, a także potrzeba wykorzystania dodatkowych okrętów tej klasy do bombardowania wybrzeża, która pojawiła się wraz z przystąpieniem Imperium Osmańskiego do wojny, zachęciły Winstona Churchilla do zamówienia kolejnych dużych monitorów. 11 grudnia 1914 roku złożył on na ręce Pierwszego Lorda Morskiego admirała Johna Fishera i Sekretarza Admiralicji propozycję budowy kolejnych ośmiu takich okrętów, wyposażonych w pochodzące z zapasów dwa lub cztery działa kalibru 343 lub 381 mm lub cztery ciężkie haubice kalibru 381 lub 457 mm, o konstrukcji zbliżonej do jednostek typu Abercrombie. Innowacją miało być użycie do napędu jednostek silników wysokoprężnych, co miało zapewnić prędkość 10 węzłów, a ich budowa miała trwać od sześciu do siedmiu miesięcy przy cenie jednostkowej nieprzekraczającej 700 000 £.
Propozycja ta zyskała aprobatę admirała Fishera i została przekazana szefowi Departamentu Budowy Okrętów (ang. Department of the Director of Naval Construction), którym był Eustace Tennyson d’Eyncourt oraz Dyrektora Uzbrojenia Marynarki Wojennej (ang. Director of Naval Ordnance), kontradmirała Morgana Singera. Wstępne ustalenia wykluczyły zastosowanie zapasowych dział dla drednotów, do których brak było osprzętu i wież, których wykonanie mogło zająć czas dochodzący do co najmniej jednego roku. Uzbrojenie okrętów w haubice kalibru 381 mm było możliwe, jednak ich donośność była zbyt mała w stosunku do wymagań postawionych przed okrętami tej klasy. Wobec niemożliwości pozyskania nowych dział i wież ze względu na obciążenie przemysłu zbrojeniowego bieżącymi zamówieniami na rzecz armii i floty, podjęto decyzję o uzbrojeniu monitorów w działa pochodzące z przestarzałych przeddrednotów o nikłej w okresie I wojny światowej wartości bojowej. Wybór padł na najstarsze będące w służbie pancerniki typu Majestic, z których każdy uzbrojony był w pochodzące z 1895 roku cztery działa kalibru 305 mm BL Mk VIII L/35. Problemem była jednak niewielka jak na czasy I wojny światowej donośność dział, których kąt podniesienia lufy wynosił 13,5°, jednak ich konstrukcja pozwalała na daleko idącą modernizację pozwalającą na zwiększenie kąta podniesienia lufy do 30°, co zapewniało zasięg ognia co najmniej 21 300 jardów (19 477 metrów) w stosunku do oryginalnych 13 700 jardów (12 533 metry). Po potwierdzeniu technicznych możliwości zwiększenie kąta podniesienia luf przez zakłady Elswick Ordnance Company admirał Fisher zatwierdził działa kalibru 305 mm jako główne uzbrojenie nowych monitorów. 1 stycznia 1915 roku Admiralicja podjęła decyzję o rozbrojeniu czterech pancerników typu Majestic („Hannibal”, „Magnificent”, „Mars” i „Victorious”). Zdjęte z nich dwudziałowe wieże wraz z całym osprzętem (napęd hydrauliczny i podajniki amunicji) miały po modernizacji trafić na pokłady ośmiu monitorów.
Mniejsza od planowanej pierwotnie masa głównego zestawu uzbrojenia pozwoliła na zmniejszenie wyporności okrętów, a przede wszystkim szerokości całkowitej (licząc z „bąblami” przeciwtorpedowymi), co poszerzyło listę stoczni zdolnych do budowy tych monitorów ze względu na rozmiary potrzebnych pochylni.
Początkowo przyszły „General Wolfe” miał zostać zbudowany w stoczni Fairfield Shipbuilding and Engineering Company w Govan, jednak z powodu jej obciążenia budową krążownika liniowego „Renown” ostatecznie kontrakt został przekazany stoczni Palmers Shipbuilding and Iron Company w Hebburn, która mogła się podjąć tego zadania po przekazaniu stoczni John Brown & Company budowy bliźniaczego krążownika liniowego „Repulse”. Okręt otrzymał numer stoczniowy 858, będąc jedyną jednostką typu Lord Clive powstałą w tej firmie. Monitor został zamówiony 23 grudnia 1914 roku. Stępkę jednostki położono w styczniu 1915 roku, a zwodowana została 9 września 1915 roku. Początkowo monitor miał otrzymać oznaczenie alfanumeryczne M9, jednak później jego nazwę zmieniono na „Wolfe”, następnie na „Sir James Wolfe”, by ostatecznie nazwać okręt „General Wolfe”, na cześć zdobywcy Quebecu, XVIII-wiecznego brytyjskiego generała Jamesa Wolfe.
Koszt powstania okrętu wyniósł około 260 000 £ zamiast planowanych 437 500 £, co spowodowane było wtórnym wykorzystaniem głównego uzbrojenia artyleryjskiego.

## Dane taktyczno-techniczne

### Charakterystyka ogólna
„General Wolfe” był monitorem o płaskim, wysokim kadłubie (z niewielkim uskokiem na rufie) o masie 2486 długich ton (ts), wewnątrz którego znajdowały się trzy ciągłe pokłady: górny, główny i ładowni. Na osiągającym ¾ długości kadłuba płaskim pokładzie dziobowym znajdowały się: niewielkie opancerzone stanowisko dowodzenia, barbeta z wieżą artyleryjską, ciężki trójnożny maszt ze stanowiskiem kierowania ogniem oraz pojedynczy komin. Górny pokład początkowo był częściowo otwarty z obu burt, jednak później otwory zostały zaślepione i tak powstałe pomieszczenia zostały wykorzystane jako dodatkowe przedziały mieszkalne; pozostałe dwa pokłady mieściły maszynownię, kotłownię wraz z mechanizmami pomocniczymi, zasobnie węglowe, komory amunicyjne, magazyny i pomieszczenia mieszkalne. Integralną częścią kadłuba były umieszczone na poziomie pokładu ładowni „bąble” przeciwtorpedowe, składające się z dwóch części oddzielonych wzdłużną grodzią: wodoszczelnej zewnętrznej oraz otwartej wewnętrznej wypełnionej wodą morską, wpływającą przez otwory w poszyciu.
Okręt miał długość całkowitą wynoszącą 102,33 metra (97,54 metra między pionami), szerokość całkowitą 26,59 metra (z „bąblami”; szerokość samego kadłuba wynosiła 17,37 metra) i zanurzenie 2,92 metra. Wyporność konstrukcyjna wynosiła 5900 ts, pełna 5683 ts, głęboka 5850 ts, a lekka 5170 ts.
Załoga okrętu składała się początkowo z 194 osób – 12 oficerów oraz 182 podoficerów i marynarzy. Kabiny oficerskie znajdowały się w części rufowej, a pomieszczenia dla podoficerów i marynarzy na dziobie. Instalacja dodatkowego uzbrojenia podczas wojny spowodowała wzrost liczebności załogi: od 215 do 278 osób.

### Urządzenia napędowe
Siłownię jednostki stanowiły dwie 4-cylindrowe maszyny parowe potrójnego rozprężania o łącznej mocy 2500 KM przy 180 obr./min, wyprodukowane w zakładach McKie & Baxter z Glasgow (numery fabryczne 811 i 812), do których parę dostarczały dwa kotły wodnorurkowe Babcock & Wilcox o ciśnieniu roboczym 14 kG/cm², opalane węglem. Maszyny parowe miały cylindry o średnicy 406 mm (16 cali), 711 mm (28 cali) i dwa 813 mm (32 cale), a skok tłoków wynosił 610 mm (24 cale). Okręt napędzały dwie czterołopatowe śruby, a sterowanie odbywało się za pomocą dwóch równoległych sterów. Eksploatacyjna prędkość okrętu wynosiła 7 węzłów. Normalny zapas węgla wynosił 200 ton, a maksymalny 356 ton; pozwalało to osiągnąć zasięg wynoszący 1000–1100 Mm przy prędkości 6,5 węzła. Zużycie paliwa wynosiło 70 ton węgla na dobę. Masa układu napędowego z mechanizmami pomocniczymi i zapasem wody kotłowej wynosiła 391 ton.

### Uzbrojenie
Główną bronią artyleryjską monitora były dwa działa kalibru 305 mm BL Mk VIII L/35, umieszczone w obrotowej pancernej wieży model B II produkcji zakładów Elswick Ordnance Company. „General Wolfe” otrzymał wieżę z działami pochodzącą z pancernika „Victorious”, a ich modernizacji dokonali pracownicy Elswick Ordnance Company. Długość całkowita działa wynosiła 11,308 metra, z czego lufa mierzyła 10,799 metra (35,43 kalibra), w tym część gwintowana 8,875 metra. W lufie znajdowało się 48 bruzd, a jej żywotność oscylowała w granicach 500 strzałów. Masa lufy z zamkiem wynosiła 61 ton, a cała wieża z pancerzem i wyposażeniem ważyła 264 tony. Hydraulicznie napędzana wieża miała załogę liczącą 47 osób i mogła się obracać na każdą burtę, a kąt podniesienia luf wynosił od 0° do +30°. Działa wykorzystywały amunicję rozdzielnego ładowania: pociski odłamkowo-burzące (HE) 2 c.r.h., 4 c.r.h. i C.P.C. o masie 385,5 kg (w tym 48,5 kg materiału wybuchowego) oraz przeciwpancerne A.P.C., wystrzeliwane przy pomocy umieszczonego w woreczkach kordytu MD 45 o masie 90,6 kg. Maksymalna donośność wystrzeliwanego z prędkością początkową 716 m/s pocisku 4 c.r.h. wynosiła 22 400 metrów (24 500 jardów), a szybkostrzelność praktyczna jeden strzał na minutę. Łączny zapas amunicji bojowej kalibru 305 mm wynosił 240 sztuk (120 2 i 4 c.r.h. oraz 120 C.P.C.). Pociski i ładunki miotające znajdowały się w położonych na pokładzie ładowni komorach amunicyjnych, poniżej wodnicy.
Na pokładzie głównym, pod pokładem dziobowym, zamontowano po obu stronach burt dwa pojedyncze działa kalibru 76,2 mm QF 12-pounder 18 cwt Mark I L/50 . Długość lufy o żywotności 1200 wystrzałów wynosiła 3,81 metra (50 kalibrów), a masa działa 914,4 kg. Działa wystrzeliwały pociski HE 2 c.r.h. o masie 5,63 kg za pomocą ładunku kordytu MD o masie 1,23 kg. Maksymalna donośność wystrzeliwanego z prędkością początkową 792 m/s pocisku wynosiła 8460 metrów, a szybkostrzelność 15 strzałów na minutę. Łączny zapas amunicji kalibru 76,2 mm wynosił 400 sztuk.
Broń przeciwlotniczą stanowiły dwie pojedyncze armaty kalibru 47 i 40 mm, umieszczone odpowiednio po lewej i prawej stronie na końcu pokładu dziobowego . Armata kalibru 47 mm 3-pdr QF Mark I L/50, zamontowana na łożu HA III, miała lufę o długości 2,35 metra (50 kalibrów) i masę 305 kg, a kąt podniesienia lufy wynosił od -5° do +80°. Armata wystrzeliwała pociski HE o masie 1,5 kg za pomocą ładunku kordytu o masie 0,38 kg. Maksymalna donośność pozioma wystrzeliwanego z prędkością początkową 784 m/s pocisku wynosiła 5120 metrów (pionowa 4570 metrów), a szybkostrzelność do 25 strzałów na minutę. Zapas amunicji kalibru 47 mm wynosił 500 sztuk. Armata kalibru 40 mm 2-pdr Vickers QF Mark II L/39 miała lufę o długości 1,57 metra (39 kalibrów) i masę 239 kg. Masa pocisku wynosiła 0,91 kg, a ładunek kordytu ważył 93 g. Szybkostrzelność wynosiła 200 strzałów na minutę, a donośność przy kącie podniesienia lufy 45° 6310 metrów. Zapas amunicji kalibru 40 mm wynosił 1000 sztuk.
Broń artyleryjską uzupełniały cztery pojedyncze karabiny maszynowe Maxim kalibru 7,7 mm, o szybkostrzelności teoretycznej 450 strzałów na minutę i łącznym zapasie amunicji 20 000 sztuk, wystrzeliwujące pociski z prędkością początkową 628 m/s na skuteczną odległość 460 metrów. Łączna masa uzbrojenia wraz z amunicją wynosiła 478 ton.

#### Modyfikacje uzbrojenia
W 1916 roku z pokładu monitora zdemontowano nieprzydatne działa kalibru 76,2 mm QF 12-pounder 18 cwt Mark I, zastępując je w październiku tego roku czterema szybkostrzelnymi pojedynczymi działami kalibru 152,4 mm  (pochodzącymi z pancernika „Illustrious”), umieszczonymi po dwa po obu stronach głównego masztu i komina. Działa te zostały później wymienione na nowszy model BL Mark VII. Działo kalibru 152,4 mm BL Mark VII L/45 miało długość całkowitą 7,09 metra, a lufa o długości 6,85 metra miała masę 7,112 tony. Używano amunicji rozdzielnego ładowania: przechowywanych w jedwabnych woreczkach ładunków kordytu i pocisków o masie 45 kg, wystrzeliwanych w zależności od masy ładunku miotającego z prędkością wylotową od 773 do 846 m/s na odległość od 13 350 do 14 450 metrów (przy maksymalnym kącie podniesienia lufy 20°), z szybkostrzelnością od 5 do 8 strz./min. 
Kolejną wojenną modyfikacją było usunięcie armaty przeciwlotniczej kalibru 47 mm i instalacja dwóch armat przeciwlotniczych kalibru 76,2 mm QF 20 cwt (na rufie) i jednej dodatkowej armaty przeciwlotniczej kalibru 40 mm 2-pdr Vickers QF Mark II . Armata kalibru 76,2 mm QF 20 cwt L/45 miała długość całkowitą 3,36 metra (w tym lufa 3,24 metra) i masę całkowitą 2,83 tony (sama lufa z zamkiem ważyła 1,02 tony). Wystrzeliwała pociski o masie 7,25 kg przy pomocy kordytu o masie 0,96 kg z prędkością początkową 610 m/s z szybkostrzelnością 20 strz./min. Kąt podniesienia lufy wynosił od -5° do 90°, a maksymalna donośność pionowa sięgała 7015 metrów. 
Wiosną 1918 roku „General Wolfe” został wybrany do instalacji pochodzącego z wielkiego krążownika HMS „Furious” działa kalibru 457 mm (18 cali) Mark I L/40. Prace dostosowujące okręt do montażu działa przeprowadzono między 5 kwietnia a sierpniem 1918 roku, a samo działo o numerze fabrycznym 2 pochodzące z wieży „A” „Furiousa” osadzono na rufowym krańcu pokładu dziobowego 9 lipca 1918 roku. Działo kalibru 457 mm miało długość całkowitą 18,9 metra, z czego lufa mierzyła 18,2 metra (40 kalibrów), w tym część gwintowana 14,87 metra. Masa lufy z zamkiem wynosiła 149 ton, a masa całkowita stanowiska 384 tony. Wyposażone w maskę o grubości 12 mm działo zamontowano na stałe (z możliwością wychylenia poziomo o maksymalnie 10°) z lufą skierowaną na prawą burtę, a jego kąt podniesienia wynosił od +22° do +45°. Działa wykorzystywały pociski odłamkowo-burzące 4 c.r.h. i 8 c.r.h. o masie 1504 kg (w tym 110 kg materiału wybuchowego), wystrzeliwane przy pomocy kordytu MD 45 o masie 285,4 lub 312,6 kg. Maksymalna donośność wystrzeliwanych z prędkością początkową od 693 do 740 m/s pocisków wynosiła od 29 900 do 36 670 metrów, w zależności od użytego pocisku i masy ładunku miotającego. Zapas amunicji wynosił 60 pocisków przechowywanych na paletach na górnym pokładzie i 72 ładunki miotające, umieszczone na pokładzie dziobowym w pojemnikach otoczonych płaszczem wodnym. Instalacja działa kalibru 457 mm wymusiła demontaż dwóch umieszczonych za kominem dział kalibru 152,4 mm, przeniesienie obydwu armat przeciwlotniczych kalibru 76,2 mm na stanowiska przed pomostem bojowym i umieszczenie armat przeciwlotniczych kalibru 40 mm na masce działa największego kalibru.
Według stanu na listopad 1918 roku „General Wolfe” uzbrojony był w pojedyncze działo kalibru 457 mm, dwa działa kalibru 305 mm, dwa działa kalibru 152,4 mm, dwie armaty przeciwlotnicze kalibru 76,2 mm oraz dwie armaty przeciwlotnicze kalibru 40 mm.

### Opancerzenie
Głównym elementem opancerzenia okrętu był znajdujący się wewnątrz kadłuba, wykonany ze stali Kruppa skośny pas burtowy o grubości 152 mm (6 cali) i szerokości 3,66 metra, rozciągający się od wodnicy do pokładu górnego, zamknięty na obu końcach poprzecznymi grodziami. Stworzona w ten sposób pancerna cytadela chroniła pomieszczenia siłowni, trzon wieży artyleryjskiej oraz komory amunicyjne. Przedłużeniem skosu była wzdłużna, pionowa gródź pancerna na wysokości „bąbla” przeciwtorpedowego o grubości 38 mm, a pancerz „bąbli” przeciwtorpedowych miał 102 mm grubości (4 cale). Pokład dziobowy miał grubość 25 mm (1 cal), pokład górny na śródokręciu 51 mm (2 cale), a pokład główny na dziobie i rufie miał grubość 25 mm (wszystkie wykonane ze stali HT). Maszyna sterowa chroniona był pancerzem o grubości 38 mm (1,5 cala). Stanowisko dowodzenia chronione było pancerzem o grubości 152 mm (6 cali) z boku i 63,5 mm (2,5 cala) z góry. Wieża dział głównego kalibru opancerzona była od czoła płytami o grubości 267 mm (10,5 cala), ściany boczne miały grubość 140 mm (5,5 cala), tylna 102 mm, a dach miał grubość 51 mm; posadowiona była na barbecie o grubości 203 mm. Łączna masa opancerzenia jednostki wynosiła 1824 tony, co stanowiło ponad 30% całkowitej masy jednostki.

### Wyposażenie
Jako środki ratownicze i komunikacyjne okręt miał na wyposażeniu dwa kutry i łódź motorową (wszystkie o długości 9,2 metra), zawieszone na żurawikach w rufowej części pokładu górnego, a także umieszczony na rufowej części pokładu dziobowego bączek o długości 4,9 metra. Okręt był przystosowany do przenoszenia wodnosamolotu pokładowego do korygowania ognia artyleryjskiego, przechowywanego w stanie złożonym za kominem, opuszczanego i podnoszonego z wody przez dwa żurawiki; monitor nigdy jednak nie otrzymał wyposażenia lotniczego, w związku z czym żurawiki został w trakcie służby zdemontowane.

## Służba

### I wojna światowa

#### 1915 rok
HMS „General Wolfe” został wcielony do służby w Royal Navy 9 listopada 1915 roku. Okręt otrzymał numer taktyczny M14  . Jego pierwszym dowódcą został już 27 października 1915 roku kmdr por. (ang. commander) N.W. Diggle. Okręt po przybyciu do Dover został 12 listopada włączony do Dywizjonu Monitorów Sił Dover (ang. Dover Patrol). Wraz z innymi monitorami dywizjonu „General Wolfe” oprócz bazy w Dover operował również z francuskiej Dunkierki, często uczestnicząc w nocnych patrolach w celu zapobieżenia atakom niemieckich sił lekkich na port.

#### 1916 rok
26 stycznia 1916 roku „General Wolfe” wraz z monitorami „General Craufurd”, „Lord Clive”, „Marshal Ney”, „Prince Eugene”, M25 i M27 uczestniczył we wsparciu ogniowym ofensywy wojsk lądowych pod dowództwem marszałka Ferdinanda Focha, wystrzeliwując w kierunku celów położonych w Westende z odległości 19 200 metrów 11 pocisków głównego kalibru. Dowództwo monitora sprawował wówczas komandor (ang. captain) J.A. Moreton. Od 24 kwietnia „General Wolfe” wraz z siostrzanym „Prince Eugene” zabezpieczały stawianie w kanale La Manche długiej na 20 Mm minowo-sieciowej zagrody przeciwko U-Bootom, sięgającej od Nieuwpoort do Zeebrugge, dostając się pod ogień dział kalibru 280 mm niemieckiej baterii „Tirpitz”, które zmusiły okręt do wycofania się poza zasięg jej armat sięgający 29 300 metrów. Działa niemieckiej baterii uzyskały trafienie brytyjskiego niszczyciela „Melpomene”, który jednak zdołał się wycofać pod osłoną ognia monitorów. W tygodniu od 8 do 15 września „General Wolfe” wraz z innymi monitorami Sił Dover uczestniczył w działaniach wspierających aliancką ofensywę nad Sommą, wystrzeliwując łącznie 200 pocisków kalibru 305 mm do celów na belgijskim wybrzeżu. W październiku jednostka trafiła do stoczni w Southampton, gdzie prócz remontu przeprowadzono modernizację artylerii średniej, w miejsce zdemontowanych dział kalibru 76,2 mm instalując cztery działa kalibru 152,4 mm.

#### 1917 rok
Na przełomie 1916 i 1917 roku na potrzeby przyszłego desantu opracowano i zbudowano specjalny „ponton” o wyporności 2500 ton, mogący zabrać na pokład nawet kilka tysięcy uzbrojonych żołnierzy z koniecznym wyposażeniem. Ponton ów z powodu braku własnego napędu miał być pchany przez dwa ustawione burta w burtę monitory, w związku z czym do obsługi jednego z nich zostały przydzielone monitory „General Wolfe” i „General Craufurd”, uczestnicząc w przeprowadzanych w lipcu tajnych próbach w estuarium Tamizy. Po rezygnacji z pomysłu takiego desantu, 2 października oba monitory powróciły do zwykłej służby w Siłach Dover. 4 października okręt trafił do stoczni marynarki w Portsmouth, gdzie w doku został poddany remontowi. Po jego zakończeniu w listopadzie monitor wraz z innymi jednostkami Sił Dover intensywnie uczestniczył w zabezpieczaniu działań sił lekkich chroniących zagrodę przeciwko U-Bootom w kanale La Manche. W 1917 roku na okręcie zamontowano czasowo działo przeciwlotnicze kalibru 152,4 mm.

#### 1918 rok

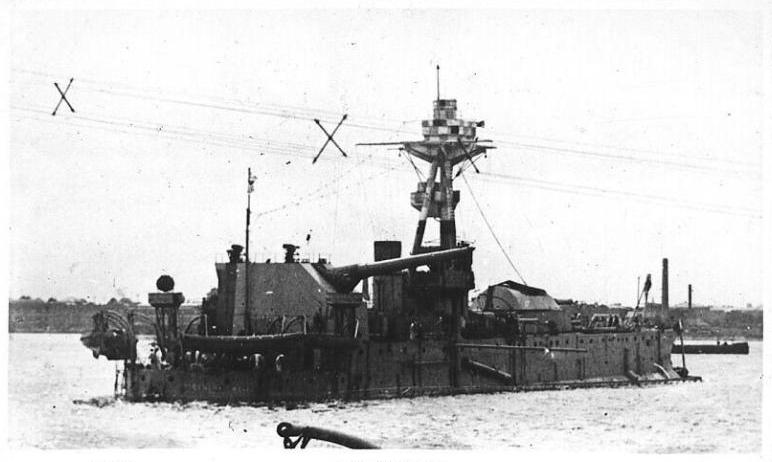
HMS „General Wolfe” w 1918 roku

W styczniu 1918 roku numer taktyczny jednostki zmieniono na M04  . 5 kwietnia HMS „General Wolfe” został skierowany do stoczni w Portsmouth w celu instalacji pochodzącego z wielkiego krążownika HMS „Furious” działa Mark I L/40 kalibru 457 mm. Prace powiązane były ze wzmocnieniem konstrukcji monitora (w ich wyniku jego wyporność wzrosła do 6850 ts, a średnie zanurzenie osiągnęło wielkość 4,27 metra); na rufie zainstalowano też na kratownicowych platformach dwa reflektory o średnicy 0,914 metra. 9 lipca okręt otrzymał nowe uzbrojenie jako pierwsza z przeznaczonych do jego montażu jednostek typu Lord Clive. 7 sierpnia nieopodal wyspy Wight zostały przeprowadzone próby artyleryjskie zamontowanego działa, podczas których uzyskano szybkostrzelność wynoszącą 1 strzał na 4 minuty. Instalacja nowego uzbrojenia spowodowała zmianę sylwetki jednostki, która w związku z tym otrzymała przydomek „Słoń i Zamek” (ang. Elephant and Castle). Po pomyślnych testach 15 sierpnia „General Wolfe” powrócił do służby w Siłach Dover, dowodzony przez kmdra por. S.B. Boyda-Richardsona, tworząc wraz z monitorem „Gorgon” III Dywizjon.
Rankiem 28 września „General Wolfe” wziął udział we wsparciu artyleryjskim ofensywy dowodzonej przez króla Belgii Alberta I Armii Północnej, ostrzeliwując z dystansu 32 900 metrów most kolejowy w Snaeskerke, położony w odległości 7,5 km na zachód od Ostendy. Manewry monitora odbywały się przy pomocy holownika „Lady Brassey”, a w ciągu kilkugodzinnego ostrzału zostały zużyte 53 pociski kalibru 457 mm (z 60 zabieranych na pokład). Ostrzał ten był pierwszym w historii Royal Navy bojowym użyciem pocisków kalibru 457 mm, w dodatku na rekordowym dystansie. W kolejnych dniach „General Wolfe” kontynuował ostrzał z artylerii największego kalibru, wystrzeliwując 18 pocisków 29 września, trzy 2 października i sześć w dniu następnym. W dniach 14–15 października „General Wolfe” i „Lord Clive” udały się na ostrzał wybrzeża Flandrii, podczas którego „General Wolfe” wystrzelił dwa pociski kalibru 457 mm.

### Po I wojnie światowej
Niedługo po zawarciu rozejmu w Compiègne, 18 listopada 1918 roku HMS „General Wolfe” został w Sheerness wycofany ze służby, po czym stacjonował w Immingham. W grudniu 1920 roku jednostkę przeholowano do Portsmouth, gdzie z jego pokładu zdemontowano uzbrojenie i dające się jeszcze wykorzystać wyposażenie, po czym okręt trafił na kotwicowisko w Spithead. 9 maja 1921 roku kadłub monitora został nabyty przez firmę T.W. Ward z Sheffield w celu złomowania, które rozpoczęło się w Hayle 10 grudnia 1923 roku.